# Eddy Planckaert
Eddy Planckaert (* 22. September 1958 in Nevele) ist ein ehemaliger belgischer Radrennfahrer.

## Radsport-Karriere
Eddy Planckaert war von 1980 bis 1991 Profi und in dieser Zeit einer der besten Straßenfahrer Belgiens. Als Jugend- und Juniorenfahrer wurde er dreimal Belgischer Straßenmeister. Sowohl 1978 als auch 1979 siegte er bei der Flèche Wallonne, 1983 beim Pfeil von Brabant wie auch 1984 bei der Belgien-Rundfahrt. Zweimal, 1984 und 1985 gewann er den Omloop Het Volk. Er bestritt alle Grand Tours und gewann auch mehrfach Etappen bei der Tour de France, dem Giro d’Italia, der Vuelta a España und der Tour de Suisse.
1988 war Planckaerts erfolgreichstes Jahr, als er sowohl das Grüne Trikot des Punktbesten bei der Tour de France als auch den Sieg bei der Flandern-Rundfahrt erringen konnte. 1990 gewann er den Klassiker Paris–Roubaix und somit zwei der Monumente des Radsports.

## Familie
Eddy Planckaert stammt aus einer Radsportfamilie. Seine Brüder Willy und Walter waren Rennfahrer wie auch sein Neffe Jo und sein Sohn Francesco. Er hat vier Kinder und lebt mit seiner Familie in einem Haus in den Ardennen.

## Privates und Berufliches
Nach dem Ende seiner Radsportkarriere war Planckaert beruflich in vielen Bereichen aktiv. Zunächst übernahm er ein Sägewerk in Litauen, später ging er nach Polen. Nach seiner Rückkehr nach Belgien strahlte das belgische Fernsehen seit 1997 die Doku-Soap „De Planckaerts“ aus, die bis 2009 lief. 2007 wurde Jo Planckaert Sportlicher Leiter des belgischen Teams Jartazi. Er betreibt einen Parketthandel und vermietet zudem in seinem Haus in Lesterny Ferienwohnungen.
Seit 2008 wird die „Challenge Eddy Planckaert“ für Junioren in Belgien ausgetragen, die Planckaert selbst gemeinsam mit seiner Familie organisiert.
Am 25. September 2015 stellte Planckaert mit 11 Kilometern, 932 Metern und 94 Zentimetern auf der Radrennbahn von Rochefort einen „Stundenweltrekord“ auf einem Holzfahrrad auf. Das 30 Kilogramm schwere Rad war ein Werkstück von Auszubildenden der Victor-Hoctar-Berufsschule in Evere. Da die Radrennbahn nicht den Normen des Weltradsportverbandes UCI entspricht, ist der Rekord lediglich inoffiziell, jedoch soll er beim Guinness-Buch der Rekorde gemeldet werden.